# Coada racului
Coada racului (Potentilla anserina - L) este o plantă din familia Rosaceae, cunoscută sub mai multe denumiri populare: argentină, argintică, argințel, argindeana, buboasa, buruiana de scrânte, buruiana-junghiurilor, coada-dracului, forostoi, iarba-gâștii, iarba-scrântiturii, ioluț, sclintita,  scrântitoare de baltă, scrânteala, troscot, vintricea, zolotnic.

## Descriere
Coada racului este o plantă erbacee, înaltă de 15–20 cm, cu frunze întrerupt-penatifide și flori mari, galbene. Este întâlnită în locuri nisipoase umede, pe marginea șanțurilor, lacurilor și râurilor, atât la câmpie cât și în zone mai înalte. Înflorește din luna mai până toamna târziu. Coada racului este o plantă erbacee pitică ce prezintă o tulpină culcată și mai mulți stoloni din care cresc alte plante. Frunzele sunt așezate sub formă de rozetă având o culoare verde-alburie pe față si verde-argintie pe spate. Florile sunt solitare, susținute de un pedicel lung și au o culoare gălben-aurie.
În scopuri medicinale se întrebuințează părțile aeriene(Herba Anserinae), recoltate în perioada înfloririi, alcătuite din tulpinile laterale și frunzele bazilare și uneori rădăcina.

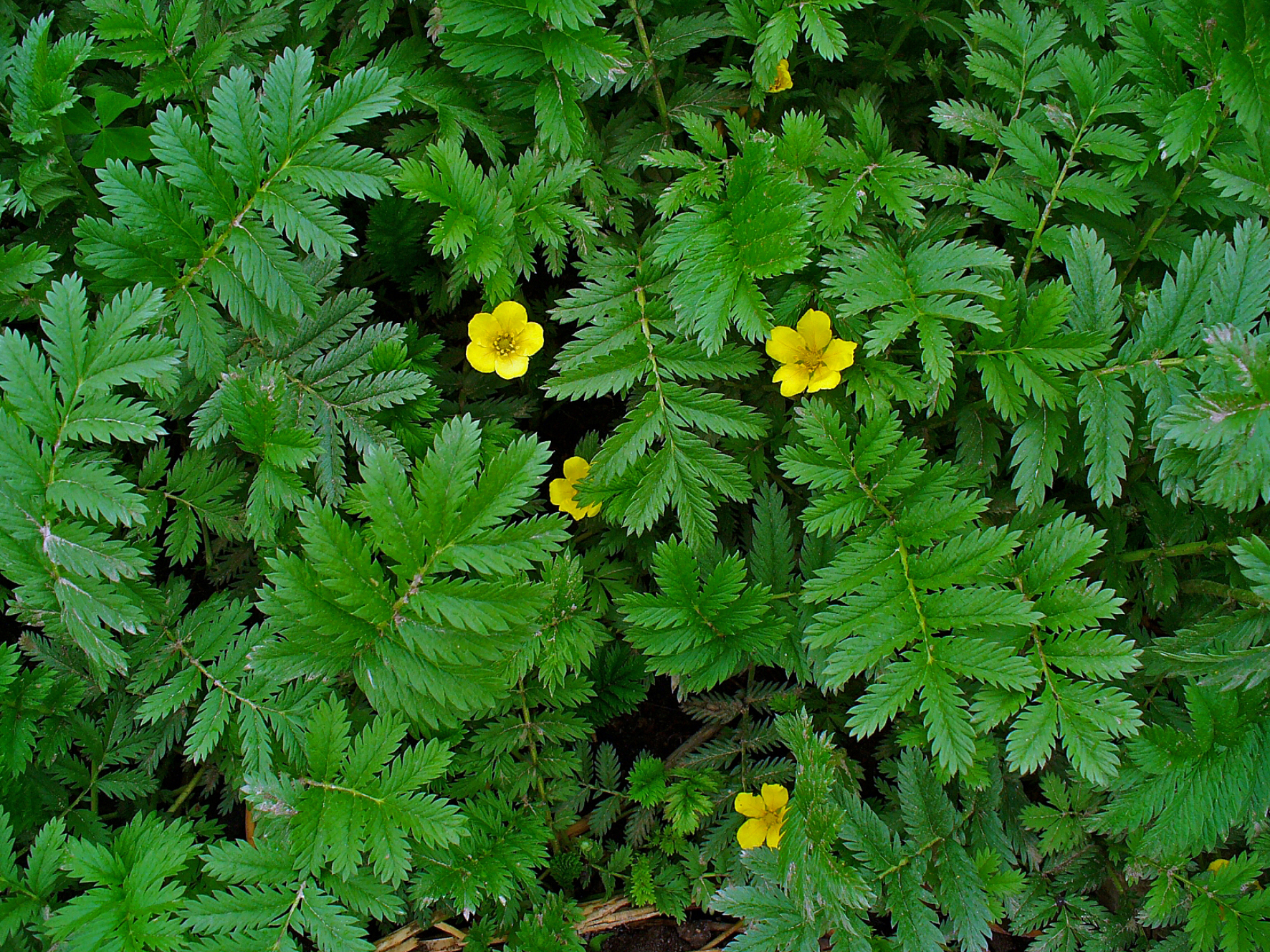
Coada racului

## Componenții principali
- tanin
- substanțe amare
- ulei volatil
- mucilagii
- flavonoide
- săruri minerale

## Proprietăți
Astringente, antispastice, coagulante, hemostatice și spasmolitice

## Indicații
Intern: în anemie, diaree, hipermenoree (reglează durerile în menstruațiile abundente), enterocolită, calculoză renală, colici gastrice și convalescență, dureri stomacale, afecțiuni ginecologice de orice natură, hemoragii de orice natură, cancer uterin sau de colon, dureri abdominale, paraziți intestinali, dureri uterine, dismenoree, menstruații abundente, leucoree, osteoporoza, spasme pioroce, reglarea menstrelor.
Extern: spălături locale în leucoree, în ulcerații ale pielii precum și în tratarea gingivitei, în arsuri se aplică cataplasme cu decoct de coada racului pe zonele afectate, ten seboreic, lăcrimarea ochilor, eczeme,  având acțiune sedativă pe lângă proprietățile antiseptice, friguri, ulcerații cutanate, cicatrizante și hemostatice.
Coada racului se poate folosi sub formă de infuzie, decoct sau tinctură.

## Contraindicații
- Nu se administrează decât după mese deoarece produce iritații gastro-intestinale.
- Nu este recomandată bolnavilor de rinichi și de ficat.